# 布洛湖
53°19′3.89″N 12°54′56.88″E / 53.3177472°N 12.9158000°E
布洛湖（德語：Bullowsee），是德國的湖泊，位於該國東北部，由梅克倫堡-前波美拉尼亞州負責管轄，處於梅克倫堡湖區縣，距離羅根廷約2.5公里，面積0.16平方公里，海拔高度60米。